# Trolleybus Lausanne
| Trolleybus Lausanne | Trolleybus Lausanne                  |
| ------------------- | ------------------------------------ |
| Netzplan            |                                      |
| Stromsystem:        | 600 Volt =                           |
|                     |                                      |
| Betreiber:          | TL                                   |
| Eröffnung:          | 2. Oktober 1932                      |
| Linien:             | 10                                   |
| Fahrzeuge:          | 62 Gelenkwagen, 12 Doppelgelenkwagen |

Der Trolleybus Lausanne ist das grösste und zugleich älteste Trolleybus-Netz der Schweiz. Es wurde am 2. Oktober 1932 eröffnet und ersetzte bis 1964 sukzessive die frühere Strassenbahn von 1896. Heute betreibt das Verkehrsunternehmen Transports publics de la région lausannoise – abgekürzt TL, ehemals Tramways Lausannois – in Lausanne und den Nachbargemeinden Le Mont-sur-Lausanne, Lutry, Paudex, Prilly, Pully und Renens zehn Trolleybus-Linien. Ergänzt werden sie durch diverse Autobus-Linien und die Métro Lausanne. Nach Streckeneinstellungen nicht mehr bedient werden die Orte Cugy, Epalinges und Froideville. Sie sind durch die Linie M2 der Métro Lausanne (Epalinges) bzw. die Autobus-Linie 60 (Cugy und Froideville) angebunden.

## Linien
| Linie | Strecke                                     | Haltestellen | Fahrzeit        | min. Taktfolge | Fahrzeugeinsatz   |
| ----- | ------------------------------------------- | ------------ | --------------- | -------------- | ----------------- |
| 1     | Maladière – Blécherette                     | 23 / 21      | 40 / 36 Minuten | 10 Minuten     | Gelenkwagen       |
| 2     | Désert – Maladière-Lac                      | 25 / 25      | 37 / 37 Minuten | 10 Minuten     | Gelenkwagen       |
| 3     | Lausanne-Gare – Bellevaux                   | 12 / 12      | 20 / 20 Minuten | 010 Minuten    | Gelenkwagen       |
| 4     | Faverges – Prilly Coudraie                  | 16 / 16      | 26 / 27 Minuten | 10 Minuten     | Gelenkwagen       |
| 6     | Maladière – Praz-Séchaud                    | 25 / 25      | 41 / 41 Minuten | 010 Minuten    | Gelenkwagen       |
| 7     | Prilly Galicien/aréna – Pully Val-Vert      | 19 / 18      | 34 / 34 Minuten | 7,5 Minuten    | Gelenkwagen       |
| 8     | Pully Gare – Grand-Mont                     | 29 / 27      | 39 / 36 Minuten | 010 Minuten    | Gelenkwagen       |
| 9     | Lutry-Corniche – Prilly-Eglise              | 25 / 26      | 38 / 39 Minuten | 6,5 Minuten    | Doppelgelenkwagen |
| 20    | Lausanne-Gare – Blécherette                 | 12 / 11      | 16 / 20 Minuten | 7,5 Minuten    | Gelenkwagen       |
| 21    | Blécherette – Paudex Verrière               | 27           | 40 / 39 Minuten | 10 Minuten     | Gelenkwagen       |
| 25    | Chavannes-près-Renens Glycines – Pully-Gare | 25 / 24      | 32 / 34 Minuten | 010 Minuten    | Gelenkwagen       |

Die Linie 8 verkehrt bereits seit Dezember 2009 über Bellevaux hinaus bis Grand-Mont, jedoch begannen die TL erst Anfang 2011 mit der 3,3 Kilometer langen Verlängerung der Fahrleitung. Bis zur Fertigstellung im Dezember 2011 verkehrte daher jeder zweite Kurs der Linie 8 – die Verlängerung wurde zunächst nur alle 20 Minuten bedient – mit Gelenkautobussen. Bei der Fahrleitungsmontage konnten teilweise Masten der früheren Überlandlinie 20 nach Montheron verwendet werden. Die Strecke wurde bis 1993 elektrisch bedient, die Fahrleitung 1998 demontiert. Es handelte sich um die letzte dem Regionalverkehr zugehörige – und somit abgeltungsberechtigte – Trolleybuslinie der Schweiz.

## Fahrzeuge

### Gegenwärtiger Bestand
|  | Nummern | Stück | Hersteller | Elektrik | Typ            | Art               | niederflurig | Baujahre  |
|  | ------- | ----- | ---------- | -------- | -------------- | ----------------- | ------------ | --------- |
|  | 831–865 | 35    | Hess       | Kiepe    | BGT-N2C        | Gelenkwagen       | ja           | 2009–2010 |
|  | 866–892 | 27    | Hess       | Kiepe    | BGT-N2D        | Gelenkwagen       | ja           | 2012–2013 |
|  | 701–712 | 12    | Hess       | ABB      | lighTram 5     | Doppelgelenkwagen | ja           | 2020–2021 |
|  | 801–815 | 15    | Hess       | ABB      | lighTram 19DC  | Gelenkwagen       | ja           | 2021      |
|  | 816–829 | 14    | Hess       | ABB      | lightTram 19DC | Gelenkwagen       | ja           | 2022–2023 |

### Ehemaliger Bestand und Museumswagen
|  | Nummern                    | Stück | Hersteller          | Elektrik     | Typ    | Art                  | niederflurig | Baujahre  |
|  | -------------------------- | ----- | ------------------- | ------------ | ------ | -------------------- | ------------ | --------- |
|  | 01–3                       | 03    | FBW / SWS           | BBC          |        | Solowagen            | nein         | 1932      |
|  | 04–35                      | 32    | FBW / Eggli         | BBC          |        | Solowagen            | nein         | 1938–1939 |
|  | 041–48                     | 08    | FBW / Eggli         | BBC          | 51     | Solowagen            | nein         | 1951      |
|  | 651–675                    | 25    | FBW / Eggli         | BBC          | 71     | Solowagen            | nein         | 1963–1964 |
|  | 676–679                    | 04    | FBW / Eggli         | BBC          |        | Solowagen            | nein         | 1969      |
|  | 701–718                    | 18    | FBW / Hess          | SAAS         | 91 T   | Solowagen            | nein         | 1975–1976 |
|  | 721–750                    | 30    | FBW / Hess          | BBC-Sécheron | 91 T   | Solowagen            | nein         | 1981–1984 |
|  | 751–792                    | 42    | NAW / Lauber        | BBC-Sécheron | 91 T   | Solowagen            | nein         | 1986–1990 |
|  | 800–827                    | 28    | Neoplan             | Kiepe        | N 6121 | Gelenkwagen, Duo-Bus | ja           | 2001–2002 |
|  | 901, 908–909, 915, 917–918 | 06    | Hess / Lanz + Marti | keine        |        | Anhänger             | ja           | 1990–2006 |
|  | 931–950                    | 20    | Moser / Eggli       | keine        |        | Anhänger             | ja           | 1963–1964 |
|  | 951–973                    | 23    | Rochat / Lauber     | keine        |        | Anhänger             | nein         | 1974–1979 |
|  | 981                        | 01    | Hess / Lanz + Marti | keine        |        | Anhänger, Prototyp   | ja           | 1986      |
|  | 902–920                    | 19    | Hess / Lanz + Marti | keine        |        | Anhänger             | ja           | 1989–1990 |
|  | 921–930                    | 10    | Hess                | keine        |        | Anhänger             | ja           | 2006–2007 |

- Die Wagen 751–753 dienen noch als Fahrschulwagen.
- Der Anhänger 981 schied 2010 aus dem Bestand und befindet sich seither im Besitz des Museumsvereins RétroBus Léman. Er ist das erste niederflurige Trolleybusfahrzeug in der Schweiz.
- Wagen 2 aus dem Eröffnungsjahr 1932 blieb ebenfalls museal erhalten und ist heute der älteste Trolleybus Europas. In jüngerer Zeit gaben die TL ausserdem gebrauchte Wagen an den Trolleybus Freiburg (701, 702, 703 und 709), in die rumänischen Städte Sibiu und Ploiești sowie in die bulgarische Stadt Ruse ab.
- Der Anhängerbetrieb endete am 4. Mai 2021.[4] Der Trolleybus Lausanne war dabei ab Oktober 2017 das weltweit letzte System mit dieser Betriebsform, die letzten Gespanne verkehrten auf der Linie 7. Solowagen ohne Anhänger waren schon einige Jahre vorher nicht mehr anzutreffen, zuletzt waren sie auf Linie 6 anzutreffen.

## Depots
Die Wagen des Trolleybus Lausanne sind in den beiden Depots La Borde und Perrelet untergebracht.
La Borde befindet sich nördlich des Stadtzentrums im Bereich der Haltestelle Vieux-Moulin am Streckenverlauf der Linien 3 und 8. Die Zufahrt erfolgt über eine kurze Rampe von der Kreuzung der namensgebenden Avenue de la Borde und der Avenue du Vieux-Moulin aus.
Der Betriebshof Perrelet befindet sich im äußersten Osten des Gemeindegebiets von Renens inmitten der Gleisanlagen der Bahnstrecke Lausanne–Genf am Chemin de Closel. Von hier führt eine elektrifizierte Betriebsstrecke über den Chemin du Viaduc durch eine Bahnunterführung zur Route de Renens, auf der die Linie 7 weitestgehend parallel zu den Gleisen ins westlich der Innenstadt gelegene Renens verläuft.